# Теодор Шпісс
Теодор Шпісс (нім. Theodor Spieß; 2 квітня 1890, Берлін — 30 січня 1963, Гамбург) — німецький воєначальник, генерал-лейтенант люфтваффе.

## Біографія
12 червня 1909 року вступив в Прусську армію. Учасник Першої світової війни. Після демобілізації армії залишений в рейхсвері. З 1 липня 1938 року — командир 6-го зенітного полку, з 1 грудня 1939 року — 6-ї зенітної бригади, з 29 лютого 1940 року — 3-го командування ППО (з 1 вересня 1941 року — 3-ї зенітної дивізії), з 1 липня 1942 року — 13-ї зенітної дивізії. 11 березня 1944 року відправлений в резерв ОКЛ і переданий в розпорядження командування 11-ї повітряної області. 31 липня 1944 року звільнений у відставку.

## Звання
- Фанен-юнкер (12 червня 1909)
- Єфрейтор (1 грудня 1909)
- Унтерофіцер (16 грудня 1909)
- Фенріх (27 січня 1910)
- Лейтенант (16 листопада 1910)
- Оберлейтенант (22 березня 1916)
- Гауптман (1 жовтня 1922)
- Майор (1 квітня 1933)
- Оберстлейтенант (1 жовтня 1935)
- Оберст (1 березня 1938)
- Генерал-майор (1 серпня 1939)
- Генерал-лейтенант (1 серпня 1941)

## Нагороди
- Залізний хрест 2-го і 1-го класу
- Ганзейський хрест (Гамбург)
- Королівський орден дому Гогенцоллернів, лицарський хрест з мечами
- Почесний хрест ветерана війни з мечами
- Медаль «За вислугу років у Вермахті» 4-го, 3-го, 2-го і 1-го класу (25 років)
- Медаль «У пам'ять 13 березня 1938 року»
- Застібка до Залізного хреста 2-го і 1-го класу